# الکساندر توماخ (بازیکن فوتبال، زاده ۱۹۹۳)
الکساندر توماخ (اوکراینی: Олександр Олександрович Томах؛ زادهٔ ۱۷ ژانویهٔ ۱۹۹۳) بازیکن فوتبال اهل اوکراین است.
از باشگاه‌هایی که در آن بازی کرده‌است می‌توان به باشگاه فوتبال آرسنال کی‌یف اشاره کرد.